# Joseph Fouché
Joseph Fouché, 1. hertug af Otranto (født 21. maj 1759, død 26. december 1820) var en fransk politiker under den Revolution (1789-1799), politiminister det Første franske kejserrige og under Restaurationen i Frankrig (1814). 1809 blev han udnævnt til duc d’Otrante hertug af Otranto.
Fouché var søn af en kaptajn i den franske handelsmarine og besøgte universitetet i Nantes. Senere underviste Fouché i logik i Vendôme i regionen Loir-et-Cher og var 1788 fysiklærer i Arras. Her mødte han Maximilien Robespierre. Ved udbruddet af den Franske revolution bosatte han sig igen i Nantes og blev medlem af den radikale politiske bevægelse Jakobinerne (Société des amis de la Constitution).